# Ogród zoologiczny w Děčínie
Ogród zoologiczny w Děčínie (cz. Zoologická zahrada Děčín) – czeski ogród zoologiczny w Děčínie (kraj ustecki), zlokalizowany w części miasta Podmokly.

## Historia

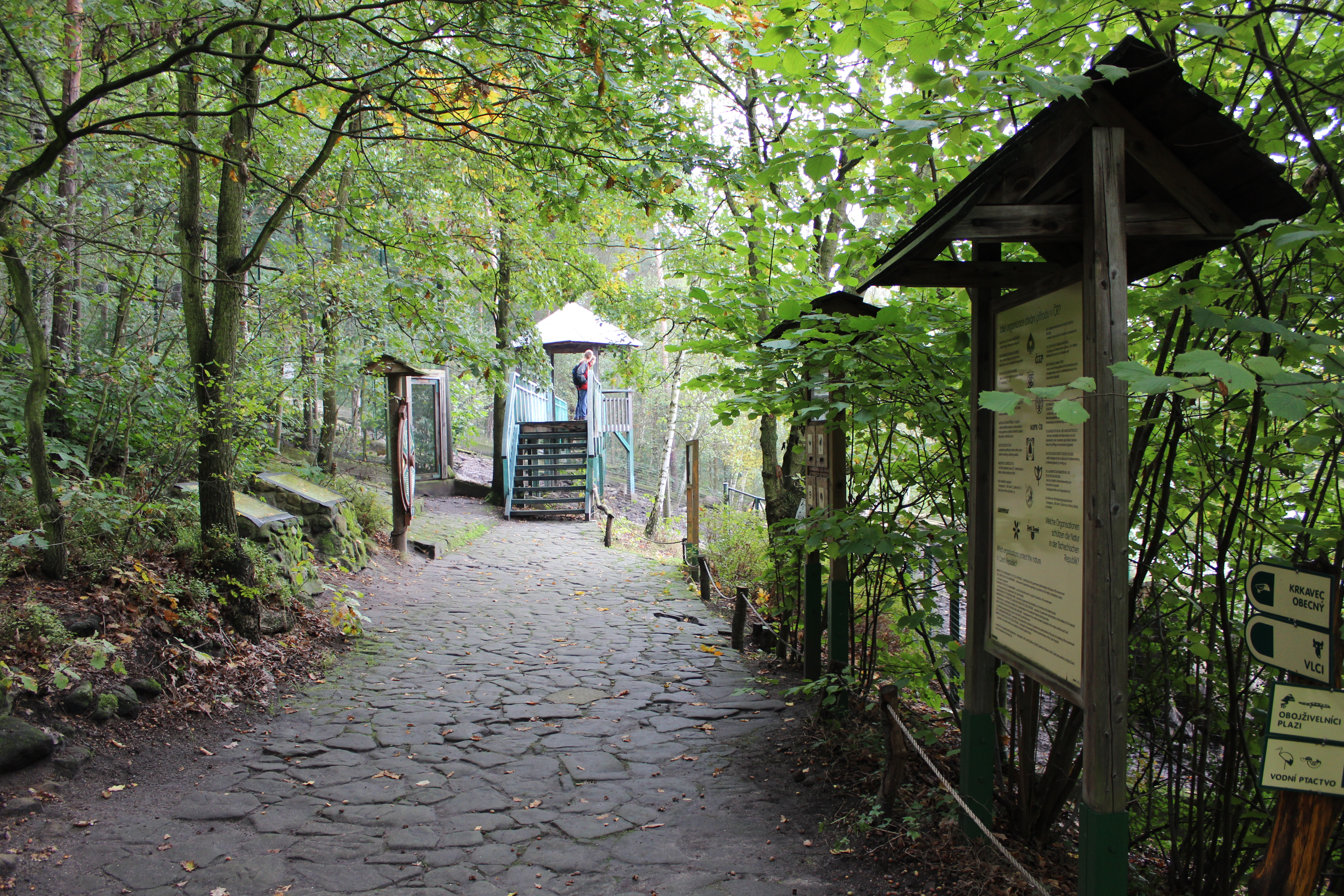
Fragment ekspozycji

Ogród powstał z inicjatywy grupy miłośników zwierząt, skupionej wokół podmokelskiego zoologa Ludvíka Gráca. Jako lokalizację wybrano tereny leśne na Pastýřskiej stěnie, popularnym miejscu wypoczynku mieszkańców miasta. Budowę rozpoczęto w 1948 r. Brali w niej udział głównie pracownicy tymczasowi, często brakowało środków finansowych i doświadczenia. Ostatecznie ogród otwarto wiosną 1949 r. Choć jego rozwój w pierwszych latach istnienia był stosunkowo dynamiczny, to jednak problemem był brak budynków i kwater, w których zwierzęta mogłyby spędzić zimę. Powodowało to śmiertelność i niskie wskaźniki rozrodu.
Pierwotnie na potrzeby ogrodu zoologicznego zaplanowano powierzchnię około osiem hektarów, jednak w momencie jego tworzenia wykorzystano tylko dwa hektary. W pierwszych latach hodowano około 50 gatunków zwierząt (głównie ptaki i drobne ssaki reprezentujące faunę Czechosłowacji). Z czasem kolekcja rozwijała się. Do najcenniejszych zwierząt hodowanych od pierwszych lat ogrodu należą m.in. niedźwiedzie malajskie (wówczas jedyne w Czechosłowacji), rezusy, pawiany, niedźwiedzie brunatne, wilki karpackie, jelenie, muflony, daniele, sępy płowe, bażanty, bociany i czaple.